# Sjung och var glad med Black-Ingvars
Sjung och var glad med Black-Ingvars är ett album från 1997 av den svenska hårdrocksgruppen Black Ingvars. På albumet sjunger de coverversioner på barnsånger, och gör det i hårdrocksversion. 

## Låtlista
1. Eeeemil
2. Min ponny
3. Sjung och var glad
4. Apans sång
5. Piluttavisan
6. Trollmors vaggvisa
7. Vi cyklar runt i världen
8. Gunnars utter
9. O-låten
10. Här kommer Pippi Långstrump
11. Det var så roligt
12. Barnens zoo
13. Idas sommarvisa
14. Örjanslåten

Flera av låtarna kommer från antingen TV-programmet Fem myror är fler än fyra elefanter (nummer 9, 14) eller är skrivna av Astrid Lindgren (1, 5, 10, del av 12, 13).

## Listplaceringar
| Lista (1997-1998) | Topplacering |
| ----------------- | ------------ |
| Sverige           | 5            |

### Fotnoter
1. ↑  ”Svensk mediedatabas”. http://smdb.kb.se/catalog/id/001516245. Läst 16 maj 2011.
2. ↑  ”Sjung och var glad med Black-Ingvars”. Swedishcharts. 26 februari 1997. http://www.swedishcharts.com/showitem.asp?interpret=Black+Ingvars&titel=Sjung+och+var+glad&cat=a. Läst 15 november 2014.